# Stezka dřevěné architektury (Slezské vojvodství)
Stezka dřevěné architektury, polsky Szlak Architektury Drewnianej Województwa Śląskiego, v Polsku ve Slezském vojvodství je dlouhá 1060 km a zahrnuje 93 památkových objektů a souborů staveb dřevěné architektury, jako jsou kostely, kapličky, zvoničky, chalupy, krčmy, myslivny, skanzeny; z hospodářských objektů jsou to vodní mlýn a sýpky. Mezi nejstarší nacházející se na stezce jsou kostely Všech svatých v Sierotach (okres Gliwice) a Łaziskach (Wodzisławský okres), které byly postaveny v polovině 15. století.
Stezka je rozdělena na pět okruhů: beskydský, pszczynský, rybnický, gliwický a čenstochovský a také 326 km dlouhý hlavní okruh.

## Seznam památek

### Hlavní okruh
Hlavní okruh prochází celým Slezským vojvodstvím, je dlouhý 326 km
| fotografie | objekt                                  | lokalita (místo)                  | vznik objektu            | poznámka |
| ---------- | --------------------------------------- | --------------------------------- | ------------------------ | --- |
|            | Tkalcovský dům                          | Bílsko-Bělá, ul.Sobieskiego 51    | konec 18. století        | Roubená stavba, ve které je umístěna expozice tkalcovství v 18. století. Součást Muzea v Bílsko-Bělé. |
|            | Kostel sv. Barbory                      | Bílsko-Bělá, ul. Cyprysova        | 1690                     | Příklad dřevěné vesnické sakrální stavby ve stylu slezsko-malopolským. Nejcennější části jsou vnitřní barokní polychromie ze začátku 18. století a gotický oltářní triptych kolem roku 1470.                 |
|            | Sanktunarium sv. Valentina              | Beruň, ul. Krakowska              | přelom 16. a 17. století | |
|            | Hřbitovní kostel Všech svatých          | Bojszów                           | 1506 (d)                 | Sakristie z roku 1509 (d), věž z roku 1545 (d), střešní vazba byla vyměněna v roce 1787 (d). |
|            | Kostel sv. Jana Křtitele                | Brusiek                           | 1593 (d)                 | kněžiště, kostelní loď, věž z roku 1593 (d), sakristie a jižní předsíňka byly přistavěny před rokem 1723 (d), sanktusník pochází z roku 1724 (d).                                                            |
|            | Skanzen Hornoslezský etnografický park  | Chořov, ul. Parkowa 25            | otevřen v roce 1975      | Skanzen na rozloze 25 ha ukazuje 58 příkladů dřevěného lidového stavitelství z pěti regionů Horního Slezska.                                                                                                 |
|            | Kostel sv. Vavřince                     | Chořov, ul. Marii Konopnickiej 29 | 1559                     | V letech 1935–1938 přenesen z Knurova. |
|            | Kostel sv. Martina                      | Cieszowa                          | 1751                     | |
|            | Kostel sv. Martina                      | Ćwiklice                          | 1466 (d)                 | Kostel byl od základů přestavěn v 18., 19. a 20. století. |
|            | Kostel sv. Jiří                         | Gliwice – Ostropa, ul. Piekarska  | 1665 (d)                 | Zděné kněžiště z roku 1665, dubovo–jedlová věž z roku 1544 (d), opravována v roce 1971 a 2009. |
|            | Kostel Nanebevzetí Panny Marie          | Gliwice, ul. Kozielska 29         | 1493                     | Přenesený v roce 1925 ze Zębowic u Olesna na Centrální hřbitov v Gliwicích. Od roku 1992 probíhala konzervace, v roce 2000 přemístěn na Starokozielský hřbitov v Gliwicích, od roku 2004 je farním kostelem. |
|            | Novorenesanční vila Caro                | Gliwice, ul. Dolnych Wałów 8a     | 1882–1885                | Expozice etnografická a lidové kultury v gliwickém regionu. |
|            | Kostel sv. Barbory                      | Góra (okres Pszczyna)             | 2. polovina 16. století  | |
|            | Kostel Stětí sv. Jana Křtitele          | Grzawa (okres Pszczyna)           | 16. století              | |
|            | Kostel Narození Panny Marie             | Gwoździani (okres Lubliniec)      | 1576                     | Přemístěn v roce 1978 z Kościeliska. |
|            | Zájezdní hostinec Stará krčma v Jeleśné | Jeleśnia (okres Żywiec)           | 18. století              | |
|            | Kostel Archanděla Michaela              | Katovice, Park Kościuszki         | 1520                     | Přemístěn v letech 1938–1939 ze Syryně (okres Wodzisław). |
|            | Arcidiecézní (biskupské) muzeum         | Katovice, ul. Jordana 39          | Otevřeno v roce 1983     | Sbírky středověkého sakrálního umění, které pocházejí z dřevěných kostelů Slezského vojvodství. |
|            | Kostel Svaté Trojice                    | Koszęcin                          | 1724                     | |
|            | Kostel sv. Anny                         | Lubliniec                         | 1653                     | |
|            | Kostel sv. Šimona a sv. Judy Tadeáše    | Łodygowice                        | 1635                     | Kostel byl v 18. století zvětšen. |
|            | Kostel sv. Klementa Římského            | Miedźna (okres Pszczyna)          | 17. století              | |
|            | Dřevěná zvonice u kostela sv. Martina   | Paczyna (okres Gliwice)           | 1679                     | |
|            | Kostel sv. Jana Křtitele                | Poniszowice (okres Gliwice)       | 1498 (d)                 | Volně stojící zvonice je z roku 1570 (d), kaple sv. Josefa 1691–92 (d), sanktusník a oprava kostela v roce 1775 (d).                                                                                         |
|            | Skanzen Zahrada pszczynské vesnice      | Pszczyna, ul. Parkowa             | otevřen v roce 1975      | Skanzen tvořen 16 objekty byl umístěn v roce 1975 do Železničního parku. |
|            | Kostel Svaté Trojice                    | Rachowice (okres Gliwice)         | 1668                     | Z 18. století pochází zděné kněžiště. |
|            | Kostel Archanděla Michaela              | Rudziniec (okres Gliwice)         | 1657                     | |
|            | Volně stojící dřevěno-zděná zvonice     | Sadów                             | 1672 (d)                 | Zvonice stojí vedle kostela sv. Josefa z roku 1414 (d). |
|            | Kostel sv. Kateřiny Alexandrijské       | Sierakowice                       | 1675                     | V blízkosti kostela na cestě k Rachowicím se nachází kaplička sv. Jana Nepomuckého |
|            | Kostel Všech Svatých                    | Sieroty                           | 1457 (d)                 | Z roku 1427 (d) pochází zděné gotické kněžiště, kostelní loď z roku 1457 (d), sanktusník z roku 1754 (d), věž (zvonice) z roku 1775 (d).                                                                     |
|            | Kostel Povýšení Svatého Kříže           | Stara Wieś                        | 1522                     | |
|            | Kostel sv. Hedviky                      | Zabrze, ul. Wolności 504          | 1929                     | |
|            | Kostel sv. Vavřince                     | Zacharzowice                      | 1570 (d)                 | Horní část věže pochází z roku 1675 (d). |
|            | Městské muzeum                          | Żywiec, ul. Zamkowa 2             | otevřeno v roce 1960     | Stálá expozice Lidová kultura na živecku. |

(d) – datum byl stanoven na základě dendrochronologického průzkumu památky.

### Beskydský okruh
je částí hlavního okruhu od Komorowic do Skočova, je 113 km dlouhý. Má společnou část s pszczynským okruhem. Zahrnuje objekty v Gilowicach, Szczyrku, Zlatné a v Czernichowě.
| fotografie | objekt                                      | lokalita (místo)                 | vznik objektu        | poznámka |
| ---------- | ------------------------------------------- | -------------------------------- | -------------------- | --- |
|            | Kostel sv. Vavřince                         | Bělovicko                        | 1541 (d)             | |
|            | Tkalcovský dům                              | Bílsko-Bělá, ul.Sobieskiego 51   | konec 18. století    | Roubená stavba, ve které je umístěna expozice tkalcovství v 18. století. Součást Muzea v Bílsko-Bělé. |
|            | Kostel sv. Barbory                          | Bílsko-Bělá, ul. Cyprysova       | 1690                 | Příklad dřevěné vesnické sakrální stavby ve stylu slezsko-malopolským. Nejcennější části jsou vnitřní barokní polychromie ze začátku 18. století a gotický oltářní triptych kolem roku 1470.                                 |
|            | Kostel sv. Kateřiny                         | Cięcina                          | 1542                 | |
|            | Dřevěná horalská roubenka Kawuloků          | Jistebná – Wojtosze č. 163       | konec 19. století    | Nazývána také Kurną Chatą (kurlok), je zde umístěná Regionální komora, v centru Jistebné a blízkém okolí se nacházejí další dřevěné stavby: roubenky a hospodářské budovy.                                                   |
|            | Soukromá votivní kaple rodiny Konarzewských | Jistebná – Andziołówka           | 1922                 | Výzdoba pochází od Ludwika Konarzewskieho seniora. |
|            | Kostel svatého Kříže                        | Jistebná – Průsmyk Kubalonka     | 1779                 | V roce 1958 přenesen z Przyszowic. |
|            | Filiální kostel sv. Josefa                  | Jistebná – Mlaskawka             | 1948                 | V roce 1997 přenesen z Javořinky – Třicátek |
|            | Kostel Zjevení Panny Marie ve Fátimě        | Jistebná – Stecówka              | 1958                 | |
|            | Expozice lidového umění Regionální komory   | Koňákov                          |                      | Expozice lidového umění Regionální komory: Marie Gwarková (Muzeum koňákovské krajky, Koňákov-Šance 550), Heleny i Mieczysława Kamieniarzy (Koňákov 301) a Tadeusze Ruckého (Koňákov – Szańce 662)                            |
|            | Kostel Nejsvětější Panny Marie Pomocné      | Laliki – Pochodzita              | 1947                 | rozšířen v roce 1965. |
|            | Kostel sv. Šimona a sv. Judy Tadeáše        | Łodygowice                       | 1635                 | Kostel byl v 18. století zvětšen. |
|            | Roubenka                                    | Milówka                          | 1739                 | Regionální muzeum Stará chalupa. |
|            | Regionální muzeum Stará zahrada             | Ustroň, ul. Ogrodowa 1           | otevřeno v roce 1998 | Stálá etnografická výstava Regionálního muzea Stará zahrada |
|            | Kostel sv. Anny                             | Ustroň – Nierodzim               | 1769                 | |
|            | Kostel sv. Jakuba Staršího                  | Szczyrk                          | 1797−1800            | |
|            | Beskydské muzeum Andrzeje Podżorskieho      | Visla, ul. Stellera 1            | Otevřeno v roce 1964 | Výstava beskydské lidové horalské kultury v Beskydském muzeu, v jeho zázemí se nachází několik horalských dřevěnic. |
|            | Lovecký zámeček Habsburků                   | Visla, ul. Lipowa                | 1897                 | Lovecký zámeček arciknížete Bedřicha Habsburského byl postaven v roce 1897, v roce 1985 byl přemístěn z polany (paseky) Przysłop pod Beraní Horou (Barania Góra), sídlo oddílu PTTK Visla a informační turistické středisko. |
|            | Kostel Nalezení svatého Kříže               | Visla – Łabajów, ul. Kopydło     | 1983                 | U kostela se nachází dřevěná věž z roku 1575, která byla přemístěna v roce 1982 z vesnice Połomia (okres Wodzisław). |
|            | Kaple u prezidentského zámečku              | Visla – Zameczek, ul. Zameczek 1 | 1909                 | Kaple je zasvěcená sv. Hedvice Slezské. |
|            | Kostel Panny Marie Čenstochovské            | Żabnica                          | 1914                 | |
|            | Městské muzeum                              | Żywiec, ul. Zamkowa 2            | otevřeno v roce 1960 | Stálá expozice Lidová kultura na živecku. |

(d) – datum byl stanoven na základě dendrochronologického průzkumu památky.

### Čenstochovský okruh
je dlouhý 180 km. Začíná v Koszecinie a zahrnuje dřevěné objekty jižní části Slezského vojvodství. Mezi zajímavé dřevěné památky patří kostel sv. Mikuláše z roku 1737 v Truskolasech a hřbitovní kostel sv. Valentina z roku 1696 ve Woźnikach.
| fotografie | objekt                               | lokalita (místo)              | vznik objektu            | poznámka                                                                           |
| ---------- | ------------------------------------ | ----------------------------- | ------------------------ | ---------------------------------------------------------------------------------- |
|            | Kostel Panny Marie Růžencové         | Boronów                       | 1611                     | První kostel na Slezsku postavený na půdorysu řeckého kříže.                       |
|            | Kostel sv. Jacka                     | Bór Zapilski                  | 1919−1921                |                                                                                    |
|            | Kostel sv. Vavřince                  | Cynków                        | 1631                     |                                                                                    |
|            | Muzeum v Čenstochové                 | Čestochová, plac Biegańskiego | otevřeno v roce 1967     | Expozice lidové kultury čenstochovského regionu.                                   |
|            | Kostel Svaté Trojice                 | Koszęcin                      | 1724                     |                                                                                    |
|            | Kostel sv. Šimona a sv. Judy Tadeáše | Mokra                         | 1708                     |                                                                                    |
|            | Betlém                               | Olsztyn, ul. Kuhna 1          |                          | Betlém s 800 figurkami z toho na 300 je pohyblivých. Autorem je Jan Wiewóra.       |
|            | Kostel sv. Mikuláše                  | Truskolasy                    | 1737                     | Mimo kostela se ve vesnici nachází několik dřevěných obydlí a hospodářských budov. |
|            | Hřbitovní kostel sv. Valentina       | Woźniki                       | 1696                     |                                                                                    |
|            | Vodní mlýn Kołaczew                  | Złoty potok                   | přelom 18. a 19. století | Starý mlýn Kołaczev je na řece Wiercicy.                                           |
|            | Kostel sv. Jiljí                     | Zrębice                       | 1789                     |                                                                                    |

(d) – datum byl stanoven na základě dendrochronologického průzkumu památky.

### Gliwický okruh
je částí hlavního okruhu, dlouhý 159 km a je propojen s čenstochovským a rybnickým okruhem.
| fotografie | objekt                                | lokalita (místo)                    | vznik objektu | poznámka |
| ---------- | ------------------------------------- | ----------------------------------- | ------------- | --- |
|            | Hřbitovní kostel Všech Svatých        | Bojszów                             | 1506 (d)      | Zákristie pochází z roku 1509 (d), věž z roku 1545 (d), střešní vazba byla vyměněna v roce 1787 (d). |
|            | Kostel sv. Jiří                       | Gliwice – Ostropa, ul. Piekarska    | 1665 (d)      | Zděné kněžiště z roku 1665, dubovo–jedlová věž z roku 1544 (d), opravována v roce 1971 a 2009. |
|            | Kostel Nanebevzetí Panny Marie        | Gliwice, ul. Kozielska 29           | 1493          | Přenesený v roce 1925 ze Zębowic u Olesna na Centrální hřbitov v Gliwicích. Od roku 1992 probíhala konzervace, v roce 2000 přemístěn na Starokozielský hřbitov v Gliwicích, od roku 2004 je farním kostelem.        |
|            | Neorenesanční vila Caro               | Gliwice, ul. Dolnych Wałów 8a       | 1882–1885     | Expozice etnografická a lidové kultury v gliwickém regionu. |
|            | Kostel Archanděla Michaela            | Księży Las                          | 1497-98 (d)   | |
|            | Kostel sv. Mikuláše                   | Mikołów – Borowa Wieś, ul. Gliwicka | kolem 1640    | V letech 1937–1939 přemístěn z Przyszowic. |
|            | Kostel sv. Petra a Pavla              | Mikołów – Paniowy                   | 1757          | |
|            | Dřevěná zvonice u kostela sv. Martina | Paczyna (okres Gliwice)             | 1679          | |
|            | Kostel sv. Jana Křtitele              | Poniszowice (okres Gliwice)         | 1498 (d)      | Volně stojící zvonice je z roku 1570 (d), kaple sv. Josefa 1691–1692 (d), sanktusník a oprava kostela v roce 1775 (d).                                                                                              |
|            | Špýchar (sýpka)                       | Przyszowice                         | 1829          | |
|            | Kostel Svaté Trojice                  | Rachowice                           | 1668          | Zděné gotické kněžiště z 15. století. |
|            | Kostel svatého Michaela archanděla    | Rudziniec                           | 1657          | |
|            | Kostel sv. Kateřiny Alexandrijské     | Sierakowice                         | 1675          | V blízkosti kostela na cestě k Rachowicím se nachází kaplička sv. Jana Nepomuckého |
|            | Kostel sv. Bartoloměje                | Smolnica                            | 1777 (d)      | Původně volně stojící věž pochází z roku 1572 (d). |
|            | Kostel Narození Panny Marie           | Szałsza                             | 1554 (d)      | Stěny kněžiště, sakristie a kostelní lodi pocházejí z roku 1554 (d), dochováno v plné výši, dolní část věže je původní s prvky po roce 1571 (d). Střecha kostela a věže jsou zrekonstruovány po požáru v roce 1968. |
|            | Kostel sv. Hedviky                    | Zabrze, ul. Wolności 504            | 1929          | |
|            | Kostel sv. Vavřince                   | Zacharzowice                        | 1570 (d)      | Horní část věže pochází z roku 1675 (d). |
|            | Kostel Archanděla Michaela            | Żernica                             | 1661 (d)      | Část původně samostatně stojící věže pochází z roku 1518 (d). |

(d) – datum byl stanoven na základě dendrochronologického průzkumu památky.

### Pszczynský okruh
je částí hlavního okruhu, dlouhý 133 km. Je propojen s rybnickým a beskydským okruhem. Na okruhu se nachází skanzen Zahrada Pszczynské vesnice
| fotografie | objekt                             | lokalita (místo)         | vznik objektu           | poznámka |
| ---------- | ---------------------------------- | ------------------------ | ----------------------- | --- |
|            | Kostel sv. Vavřince                | Bělovicko                | 1541 (d)                | |
|            | Kostel sv. Martina                 | Ćwiklice                 | 1466                    | Kostel byl celkově přestavěn v 18., 19. a 20. století                                                                          |
|            | Kostel sv. Barbory                 | Góra (okres Pszczyna)    | 2. polovina 16. století | |
|            | Kostel Stětí sv. Jana Křtitele     | Grzawa (okres Pszczyna)  | 16. století             | |
|            | Kostel Povýšení svatého Kříže      | Kačice (okres Těšín)     | 1620                    | V letech 1971–1972 přenesen z Ruptawy                                                                                          |
|            | Kostel Archanděla Michaela         | Velké Kunčice            | 1777                    | Stará věž z roku 1751 |
|            | Kostel sv. Mikuláše                | Łąka                     | 1660                    | Kostel a volně stojící zvonice                                                                                                 |
|            | Kostel sv. Klementa Římského       | Miedźna (okres Pszczyna) | 17. století             | |
|            | Kostel sv. Kateřiny                | Pielgrzymowice           | 1680                    | |
|            | Skanzen Zahrada pszczynské vesnice | Pszczyna, ul. Parkowa    | otevřen v roce 1975     | Skanzen tvořen 16 objekty byl umístěn v roce 1975 do Železničního parku.                                                       |
|            | Kostel Povýšení Svatého Kříže      | Stara Wieś               | 1522                    | Mimo kostela je několik dřevěnic se zdobnými štíty z 19. století, stará škola z roku 1787 – v současné době Regionální komora. |
|            | Kostel sv. Jakuba Staršího         | Wisła Mała               | 1775–1782               | |
|            | Kostel sv. Rocha                   | Zámrsk                   | 1731                    | |

(d) – datum byl stanoven na základě dendrochronologického průzkumu památky.

### Rybnický okruh
je dlouhý 126 km a je propojen s glivickým a pszczynským okruhem.
| fotografie | objekt                                      | lokalita (místo)                           | vznik objektu              | poznámka                                                           |
| ---------- | ------------------------------------------- | ------------------------------------------ | -------------------------- | ------------------------------------------------------------------ |
|            | Kostel sv. Marie Magdaleny                  | Bełk                                       | 1753                       |                                                                    |
|            | Kostel sv. Anny                             | Gołkowice                                  | 1874                       |                                                                    |
|            | Kostel Božího těla                          | Jankowice Rybnické                         | 1675                       |                                                                    |
|            | Kostel sv. Barbory a Josefa                 | Jastrzębie-Zdrój, ul. ks. biskupa Bednorza | První polovina 17. století | V roce 1974 byl přenesen z Wodzisław Śląski – Jedłownika           |
|            | Kostel Všech svatých                        | Łaziska                                    | 1467 (d)                   | Dolní část věže pochází z roku 1507 (d), horní část z 18. století. |
|            | Kostel svaté Trojice                        | Palowice                                   | 1595                       | V roce 1981 přemístěn z Leszczyna.                                 |
|            | Kostel sv. Vavřince                         | Rybnik – Ligocka Kuźnia, ul. Wolna         | 1717                       | V roce 1975 byl přemístěn z Boguszowic (část Rybnika)              |
|            | Kostel sv. Kateřiny a Panny Marie Růžencové | Rybnik – Wielopole, ul. Górna              | 1534                       | V roce 1976 byl přemístěn z Gierałtowic                            |
|            | Kostel sv. Mikuláše                         | Wilcza                                     | 1755                       |                                                                    |

(d) – datum byl stanoven na základě dendrochronologického průzkumu památky.

### Zbývající lokality a památky
nacházejí se mimo značenou trasu nebo v její blízkosti.
| fotografie | objekt                                         | lokalita (místo)                      | vznik objektu       | poznámka |
| ---------- | ---------------------------------------------- | ------------------------------------- | ------------------- | --- |
|            | Farní kostel sv. Vavřince                      | Bobrowniki                            | 1857/1889 (d)       | kněžiště a sakristie postaveny v roce 1857 (d) částečně z použitého materiálu 1523 (d), kostelní loď a dvě věže postaveny v roce 1889 (d). Nápis v kostele Postaven 1669 byl napsán v roce 1953. |
|            | Kaple Růžence                                  | Buków                                 | 1170                | |
|            | Evangelický kostel                             | Bytom – Bobrek                        | 1932                | stav po požáru 23. července 2016 |
|            | (zničeno) dvorní sýpka                         | Czernica                              | 18. století         | Roubená stavba krytá šindelem |
|            | vesnická zvonice                               | Czernichów                            | 19. století         | |
|            | Kostel sv. Ondřeje apoštola                    | Gilowice                              | 1547 (d)            | V roce 1757 přenesen z Rychwałdu, věž pochází z roku 1641. |
|            | Kaple Nejsvětějšího srdce Ježíšova             | Rychwałd                              | 1797 (d)            | Postavena z použitého materiálu starého kostela v Gilowicích, dřevo ze stěn z roku 1507 (d), střešní vazba 1508 (d), sanktusník z roku 1796 (d).                                                 |
|            | Farní kostel Navštívení Panny Marie            | Juszczyna                             | 1924-27             | |
|            | Kaple sv. Jana Nepomuckého                     | Lubomia                               | kolem roku 1700     | |
|            | Kostel sv. Jiří a Nanebevzetí Panny Marie      | Miasteczko Śląskie                    | 1666                | |
|            | Farní kostel Panny Marie Fatimské              | Pawełki                               | 1928                | |
|            | Kostel svatého Kříže                           | Pietrowice Wielkie                    | 1667                | |
|            | Farní kostel sv. Jiljí                         | Podlesie                              | počátek 18. století | |
|            | Kostel svatého Josefa                          | Popów                                 | 1858                | |
|            | Zájezdní hostinec                              | Sławków                               | 1701                | |
|            | Farní kostel Neposkvrněného srdce Panny Marie  | Soblówka                              | 1939                | |
|            | Kostel evangelické církve augsburského vyznání | Zabrze – Mikulczyce, ul. Brygadzistów | 1937                | |
|            | Myslivna habsburského lesního úřadu            | Złatna                                | 1876                | architekt Karel Pietschka |

(d) – datum byl stanoven na základě dendrochronologického průzkumu památky.